# 407 f.Kr.

## Händelser

### Efter plats

#### Grekland
- Thrasybulos återerövrar Abdera och Thasos.
- Den spartanske amiralen Lysander vägrar låta sig luras ut från Efesos för att söka strid med Alkibiades. Medan Alkibiades är iväg att fylla på förråden placeras den atenska skvadronen under dennes rorsman Antiochos befäl, varvid den spartanska flottan (med hjälp av perserna under Kyros) krossar den atenska i slaget vid Notion (eller Efesos).
- Nederlaget vid Notion ger Alkibiades fiender en ursäkt att frånta honom befälet och han återvänder aldrig mer till Aten. Han seglar norrut till det land han äger i Thrakiska Khersonese. Förutom ytterligare ett gästspel vid Aigospotami är Alkibiades inblandning i det peloponnesiska kriget över.

#### Sicilien
- Den förvisade före detta ledaren för Syrakusas moderata demokrater, Hermokrates, dödas när han försöker ta sig in i Syrakusa igen.

## Födda
- Speusippos, grekisk filosof (död 339 f.Kr.)

## Avlidna
- Hermokrates, ledare för Syrakusas moderata demokrater